# Fort Fisher
Fort Fisher était une fortification de terrassement des Confédérés, établie par le Général William Whiting en 1862 pour protéger le port de Wilmington, en Caroline du Nord. Fort Fisher fut la scène d'une des dernières grandes batailles de la guerre civile opposant le Nord et le Sud.

## Première bataille de Fort Fisher: décembre 1864

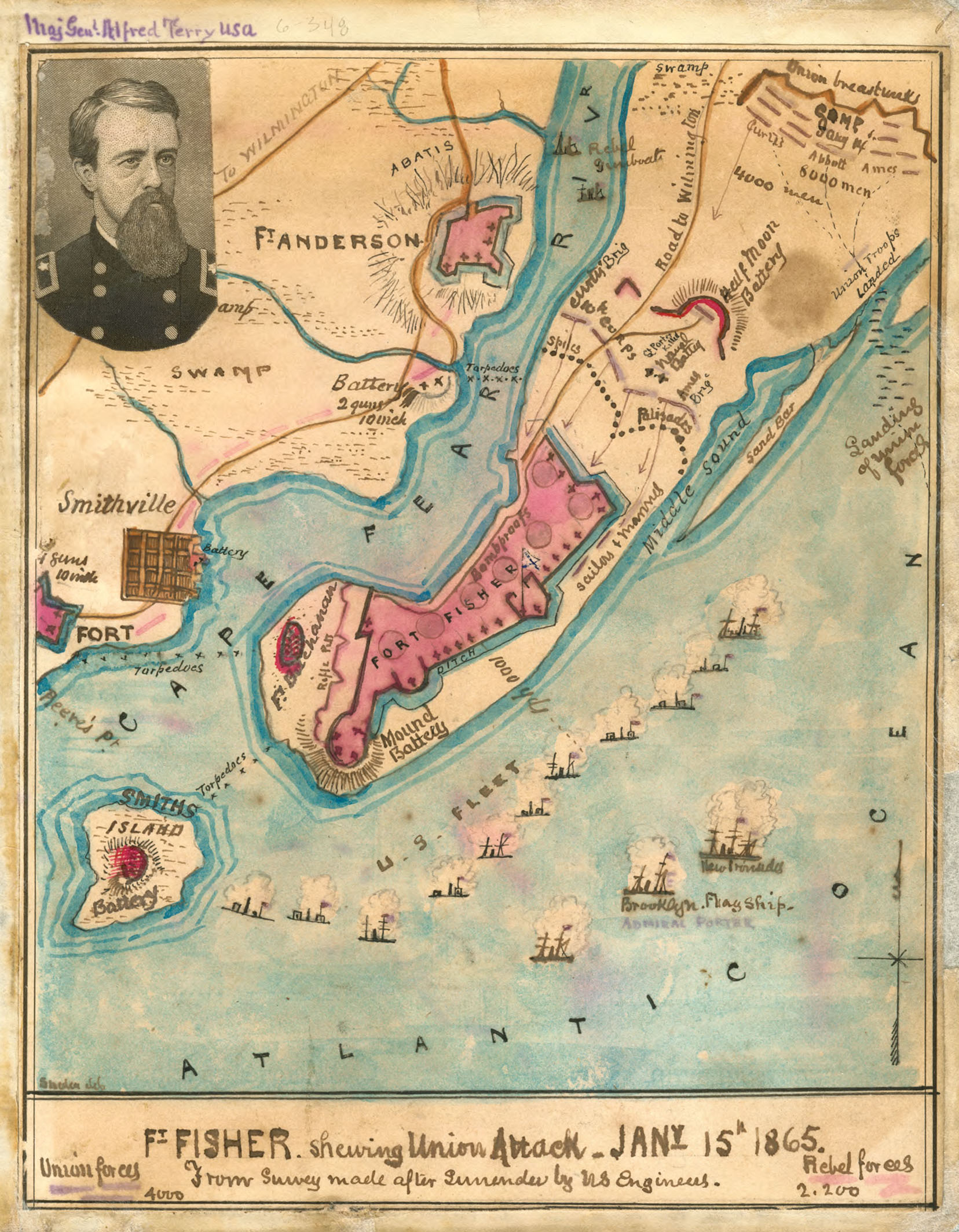
Carte du fort.

Wilmington était l'un des quelques ports ouverts aux bateaux de ravitaillement durant la Guerre de Sécession. Une expédition terre/mer fut envoyée sous le commandement du political general Benjamin Franklin Butler et de l'amiral David Dixon Porter contre Fort Fisher le 24 décembre 1864. Les forces des États de l'Union, cependant, ne réussirent pas à prendre le Fort.
Voir Première bataille de Fort Fisher

## Deuxième bataille de Fort Fisher: janvier 1865
Lors d'une seconde tentative, le Général Alfred Terry remplaçant Butler, prit le fort le 15 janvier 1865. Le port de Wilmington fut alors fermé et Wilmington tomba peu après.
Voir Seconde bataille de Fort Fisher

## Fort Fisher actuel: site historique et aquarium

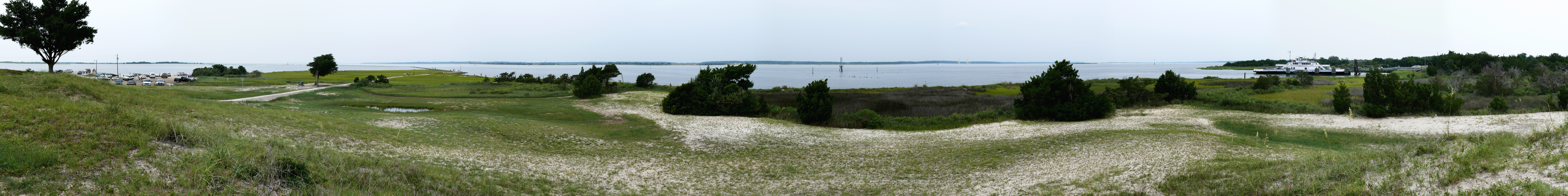
Vue panoramique de Fort Fischer, en 2008.

Fort Fisher est aujourd'hui un site historique. L'aquarium de Caroline du Nord est au même endroit.